# Pale ale
Pale ale és un dels principals estils de cervesa del món, de tradició anglesa, fermentació alta i maltes tipus pale. Constitueix en si mateix un estil (també conegut com a classic pale ale o english pale ale) però al mateix temps es troba en l'origen de molts altres estils derivats com ara l'India pale ale (IPA) o l'American pale ale.
Pale significa en anglès clar o pàl·lid i encara que la cervesa pale sol ser d'un color bastant més fosc que el d'una típica lager, és molt més clara que les cerveses negres porter o stout predominants quan la pale va aparèixer. L'expressió pale apareix primerament aplicada a les maltes, quan al segle xviii la cocció amb carbó de coc permet torrar la malta més lentament evitant així que quedi tan fosca com ha quedat fins aleshores. D'aleshores ençà el terme pale aplicat a la cervesa (pale ale) guanya dia a dia més popularitat tot i que no és fins a la segona meitat del segle xx que no se la distingeix definitivament de l'estil bitter (elaborat també a partir de maltes pale però sensiblement més amarga).